# Escola Médico-Cirúrgica de Porto Alegre
A Escola Médico-Cirúrgica de Porto Alegre foi uma faculdade ou instituto livre de medicina, odontologia e outras habilitações afins, de matriz associada ao positivismo, fundada em 1915. Sofreu pressões cada vez maiores da classe médica local ao longo de sua existência, vindo a ser fechada progressivamente de 1932 até 1941, e definitivamente em 1943, então com o nome de Escola de Medicina do Rio Grande do Sul. Em 26 anos de existência, teve entre os seus egressos alguns dos primeiros profissionais da área da saúde negros do estado do Rio Grande do Sul.

## Histórico
A Escola Médico-Cirúrgica de Porto Alegre (1915-1943) foi criada com apoio do governo estadual como resultado de uma separação da Faculdade de Medicina Homeopática do Rio Grande do Sul, fundada em 1914, que foi malsucedida, dividindo-se em duas, a Faculdade de Ciências Médicas, que duraria muito pouco, e a Escola Médico-Cirúrgica, fundada em 3 de janeiro de 1915. Em 1918, a Escola herdou também alunos e o acervo patrimonial da naquele momento extinta Faculdade de Ciências Médicas. Sua sede foi na Rua General Vitorino, 51, no centro de Porto Alegre (prédio demolido). Recebia verbas do Conselho Municipal e do Estado. A Escola Médico-Cirúrgica possuiu um laboratório de química biológica e outro de microbiologia clínica e uma Policlínica.
Foram fundadores e primeiros professores da Escola onze médicos, a maioria formada pela Faculdade de Medicina de Porto Alegre: João Landell de Moura, Ernesto Von Bassewitz, Antonio Affonso de Figueiredo, Estevão Junot Barreiro, José Virginio Martins, João Manoel Ramos, Mario Santos, Antonio da Silva Fróes, Adalgiso Ferreira e Souza, Arthur Caldas Junior e Antenor Granja de Abreu. Os estatutos da Escola previam um curso de medicina de 5 anos, desenvolvido sob o princípio da liberdade profissional e do ensino livre, como previstos pela Constituição Estadual Rio-Grandense de 1891, o que não era aceito pelas demais instituições médicas de Porto Alegre.
Seu fechamento se deu devido à forte pressão organizada por parte da classe médica da época, contrária à visão de seus docentes sobre a homeopatia e aos seus princípios positivistas de liberdade profissional (não intervenção do governo no ensino superior e nas profissões), além da concorrência em estabelecimento na cidade. Entre os seus principais opositores institucionais estavam a Faculdade de Medicina de Porto Alegre e a Santa Casa de Misericórdia, defensoras de uma medicina não livre, ou seja, com controle sanitário e tutela da União, regulamentada e fiscalizada pelo Estado, como já em andamento desde a Proclamação da República em outros centros do país.  Além disso, o Decreto 20.179, de julho de 1931, que exigia a equiparação dos institutos livres às instituições federais de ensino, e o estabelecimento da regulamentação federal do exercício da Medicina, 1932, por pressão do Sindicato Médico Brasileiro, impediram o reconhecimento de diplomas dos alunos da Escola Médico-Cirúrgica. O Sindicato Médico do Rio Grande do Sul ignorou a solicitação de apoio por parte dos alunos da Escola, que estavam mobilizados, em “greve”.  Em 1932, após o fechamento do curso central, seriam mantidos em continuidade regular os cursos de farmácia, odontologia, obstetrícia e enfermagem, sendo garantida a possibilidade de encaminhamento dos alunos para outras instituições do país, incluindo a Faculdade de Medicina de Porto Alegre. Ainda assim, e dadas as reivindicações, o governo federal permitiu que os estudantes matriculados até 11 de janeiro de 1932 pudessem prosseguir seus estudos, mantendo o ensino médico durante toda a década de 1930.

Em obediência à legislação federal, a continuidade dos esforços da direção pelo reconhecimento pelo Ministério da Educação incluiria a aquisição de um prédio adicional e ajustes no edifício antigo para transformá-lo em uma policlínica. Em edição de 1939, o jornal O Momento, de Caxias do Sul, informava:

A Escola Médico-Cirúrgica de Porto Alegre tratou imediatamente de se pôr em dia, a fim de funcionar dentro da lei. Adquiriu um lindo edifício, de três andares, à rua Duque de Caxias, e ali instalou todos os seus cursos, com tudo novo e completo. Reformou radicalmente o edifício antigo e está reinstalando nele a sua policlínica, que será dirigida pelo Dr. Romeu Muccilo, com a assistência dos demais professores da Escola e que terá, além do gabinete dentário, sob a direção do prof. Farias Guimarães, ex-assistente do prof. Abelardo de Britto, do Rio de Janeiro, serviços médicos especializados em diversas clínicas, como sejam: pediatria, moléstias de senhoras, otorrinolaringologia, moléstias venéreas, moléstias da pele, etc. 
Além da infraestrutura para atender à legislação e os novos estatutos, em 1939 foram nomeados uma professora para ortodontia e odontopediatria e catorze professores para higiene infantil e puericultura, química fisiológica, clínica propedêutica, clínica cirúrgica, terapêutica clínica, clínica médica, clínica oftalmológica, técnica operatória e cirurgia experimental, doenças tropicais, física médica, botânica aplicada à farmácia, química analítica, química aplicada e clínica odontológica. O diretor da Escola, Salvador Petrucci, requereu ao Governo Federal a oficialização da instituição agora renovada.
O Ministério da Educação enviou a Porto Alegre uma comissão integrada por dois professores e uma professora para exarar parecer. Em novembro de 1939 o pedido foi negado pela Comissão. A instituição trocou o seu nome para Escola de Medicina do Rio Grande do Sul e em 1941, sob a direção de Carlos Bento, anunciou o início de um projeto de construção de um hospital-escola.  Mas a instituição foi definitivamente fechada através do Decreto no 12.570, em 15 de junho de 1943, que “Proíbe o funcionamento da Escola de Medicina do Rio Grande do Sul”, assinado pelo presidente Getúlio Vargas e pelo ministro Gustavo Capanema.  

## Extensão social
Em sua Policlínica anexa, a Escola Médico-Cirúrgica de Porto Alegre oferecia serviços médicos, farmacêuticos e dentários gratuitos para pessoas pobres.  Destacou-se, entre outras práticas sociais, pela assistência prestada à população durante a pandemia da gripe espanhola em 1918, organizando um pronto-socorro em sua Policlínica, especialmente de outubro a novembro. Também distribuiu medicamentos gratuitos e visitou enfermos em suas casas. Totalizaria 8.486 atendimentos gratuitos, segundo o jornal O Independente (25 nov. 1918). Junto com a Escola, também prestaram auxílio no combate à gripe a Maçonaria de Porto Alegre (loja Grande Oriente do Rio Grande do Sul) e a Federação Operária do Rio Grande do Sul.
A Escola Médico-Cirúrgica de Porto Alegre foi uma das precursoras da concessão de bolsas sociais para acadêmicos de baixa renda, incluindo negros. Seus Estatutos previam a concessão de seis matrículas gratuitas por quinquênio para “candidatos reconhecidamente pobres”. Seriam contemplados com essas matrículas “pessoas indicadas pelo Presidente do Estado do Rio Grande do Sul, Intendente de Porto Alegre, Presidente do Centro Republicano, Provedor da Santa Casa desta capital e o Diretor da Escola. A Escola cientificará no fim de cada período letivo o grau de aproveitamento desses alunos”.
Alguns médicos negros formados pela Escola foram colaboradores de O Exemplo, jornal pós-abolicionista publicado em Porto Alegre entre 1892 e 1930. Entre eles estavam: Arnaldo Dutra (1888-1929), formado em medicina em 1926, e redator-chefe de O Exemplo a partir de 1927, além de também ser teatrólogo atuante e editor de outros veículos; Diógenes Baptista (1891-1962), colaborador e secretário de redação do jornal, formado médico na Escola em 1920; e Alcides Feijó das Chagas Carvalho (1893-1958), formado na Escola em dezembro de 1916 e diretor de O Exemplo entre 1916 e 1917.
Alcides Feijó das Chagas Carvalho foi preparador na farmácia da Santa Casa de Misericórdia, ingressou na Escola Homeopática com matrícula cedida pelo governo do Estado, passando para a Escola Médico-Cirúrgica, onde manifestaria interesse pelas “moléstias nervosas” (psiquiatria) e do “aparelho digestivo e órgãos correlatos”, e concluindo o curso em dezembro de 1916, com a tese de doutoramento A propósito da Asma Sifilítica. Especializado em Pediatria, atuou especialmente como Médico e Diretor da Higiene Municipal em Montenegro, Rio Grande do Sul, mas também como escritor, sendo patrono da Academia Montenegrina de Letras. Profissional pioneiro, Carvalho pode ter sido o primeiro médico negro formado no estado do Rio Grande do Sul. 